# Аквілії

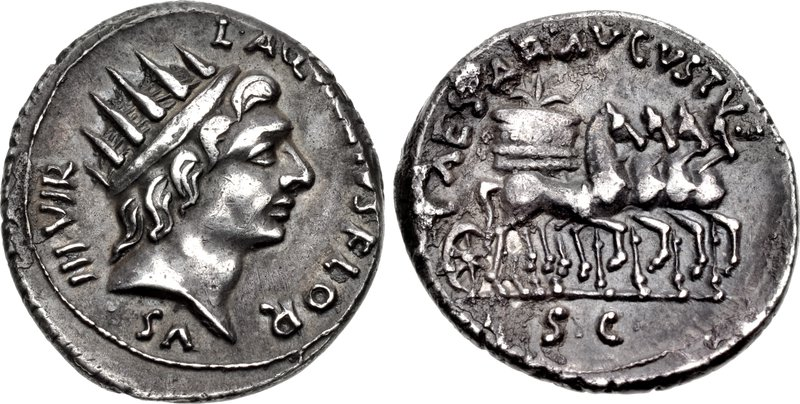
Денарій Августа і Луція Аквілія Флора, 19 р. до н. е. На аверсі зображений Сол; на реверсі — квадрига з модіємі — символ розподілу зерна серед народу, організованого Октавіаном Августом

Аквілії (лат. Aquilii) або Аквіллії (лат. Aquillii)  — номен давньоримського роду, що був частково патриціанським, частково — плебейським. На монетах і написах це ім'я майже завжди пишеться як Aquillius, але в манускриптах зазвичай з одним l. Цей рід був дуже давнім. Двоє Аквіліїв згадуються серед римських вельмож, які організували змову з метою повернення Тарквініїв після його вигнання з Риму в 509 р. до н. е.
Когноменами Аквіліїв за часів Республіки були: Корви, Красси, Флори, Галли та Туски.

## Відомі представники
- Гай Аквілій Туск (520 — після 487 до н. е.) — консул 487 до н. е.
- Луцій Аквілій Корв (? — після 388 до н. е.) — військовий трибун з консульською владою 388 року до н. е.
- Гай Аквілій Флор (бл. 302 — після 258 до н. е.) — консул 259 року до н. е., учасник Першої Пунічної війни.
- Маній Аквілій (? — після 126 до н. е.)  — консул 129 до н. е.
- Маній Аквілій (? — 88 до н. е.) — консул 101 до н. е.
- Маній Аквілій (? — після 74 до н. е.) — політичний діяч Римської республіки, сенатор.
- Гай Аквілій Галл (116 — 44 до н. е.) — відомий давньоримський правник часів пізньої Римської республіки,  претор 66 року до н. е.
- Маній Аквілій Красс (? — 43 до н. е.) — монетарій у 70 до н.е, претор 43 до н.е., противник Октавіана Августа
- Луцій Аквілій Флор (? — після 19 до н. е.) — квестор в провінції Ахая в 42-40 роках до н. е., монетарій в 20 до н. е.
- Гай Аквілій Прокул (? — після 104 н. е.) — консул-суффект 90 року н. е.
- Юлія Аквілія Севера (поч. III ст. н. е.)  — весталка, а з 220 року — дружина імператора Геліогабала.